# 625 Fulton Street
625 Fulton Street, auch 485 Hudson Avenue, ist ein in Bau befindlicher Wolkenkratzer im Stadtbezirk Brooklyn in New York City, Vereinigte Staaten. Der nach seiner Adresse benannte Wohnturm wird nach seiner Fertigstellung 1098 Wohnungen beherbergen und zu einem der volumetrisch größten Wohngebäude in Brooklyn zählen.

## Beschreibung
Das Hochhaus befindet sich an der Fulton Street zwischen Hudson Avenue und Rockwell Place im Brooklyn Cultural District im Stadtteil Fort Greene an der Grenze zu Downtown Brooklyn. Größere Nachbargebäude sind nördlich der 124 Meter hohe DKLB BKLN (80 DeKalb) und östlich der ebenfalls noch in Bau befindliche 98 Dekalb Avenue (186 m).⁠ Jenseits der Rockwell Place steht das Medienzentrum BRIC Arts Media. Zwei Blocks östlich liegt der Fort Greene Park.
625 Fulton Street wurde im Auftrag der Rabsky Group von den Fischer Rasmussen Whitefield Architects entworfen. Der Baubeginn erfolgte 2022, die Endhöhe wurde Ende 2023 erreicht und die Fertigstellung ist für das Frühjahr 2025 vorgesehen. Der höchste Gebäudeflügel hat eine Höhe von 152,5 Meter (500 Fuß) bei 35 Stockwerken. Der fünfstöckige anthrazitfarbene Gebäudesockel nimmt das gesamte Grundstück ein und umrahmt einen Innenhof. Über den Sockel erhebt sich etwas zurückversetzt von der Fulton Street der im Grundriss H-förmige Wohnturm, der sich in den östlichen 35-stöckigen Gebäudeflügel an der Rockwell Place, den westlichen 27-stöckigen Flügel an der Hudson Avenue und einen verbindenden ebenfalls 27-stöckigen Gebäudeteil gliedert. Das Bauwerk hat eine wellige Glasfassade, die mit kupferfarbenen und anthrazitfarbenen flechtartig verbundenen Paneelen untergliedert ist. An der Nord- und Südseite der beiden äußeren Gebäudeflügel sind zweireihig Balkone angebracht. Von den 1098 Wohnungen werden 30 % mit Mietminderung vermietet. Im Sockel sind 2400 Quadratmeter Verkaufsfläche und ein Parkhaus für 250 Fahrzeuge untergebracht.
Die nächstgelegene U-Bahn-Station der New York City Subway ist die wenige Meter südlich an der Flatbush Avenue gelegene Station Nevins Street, die von den Linien  bedient wird.

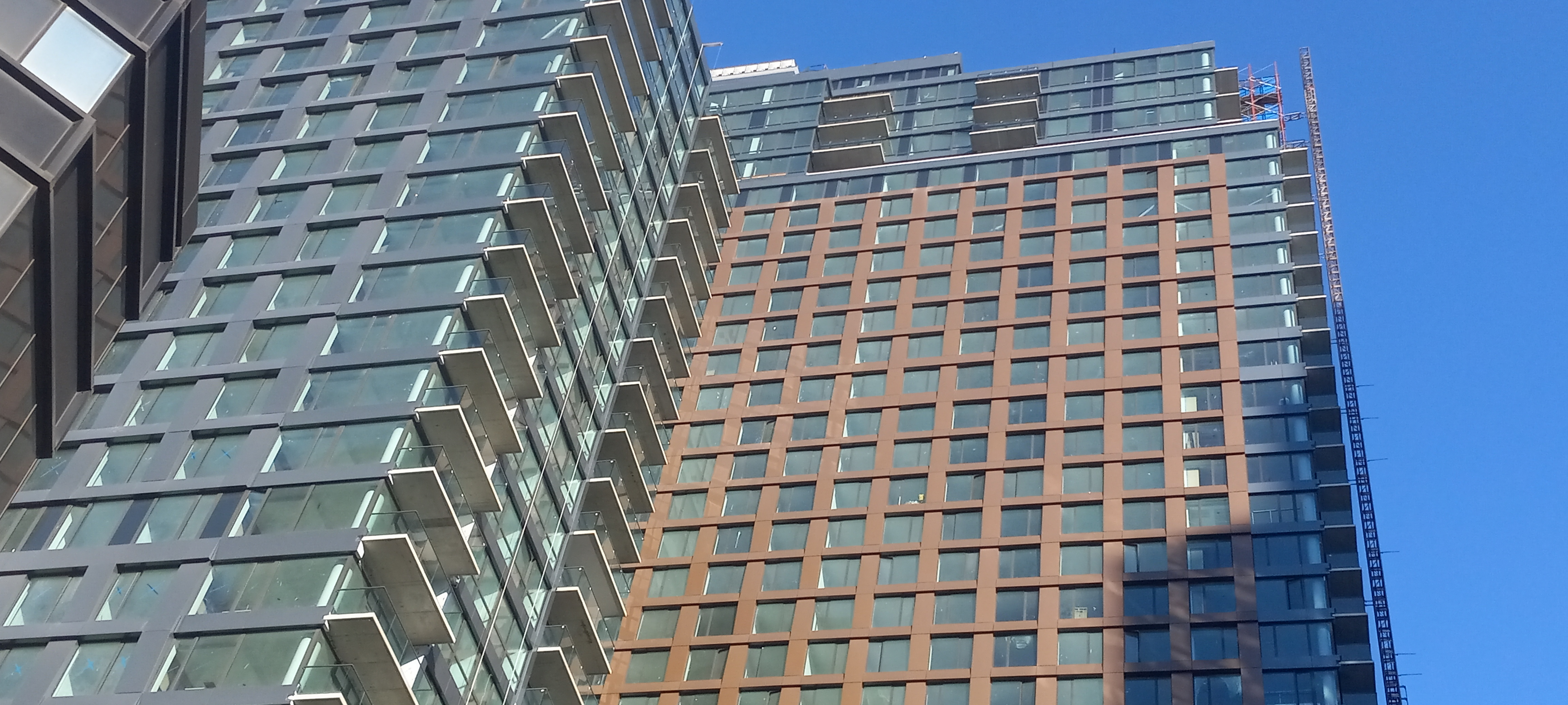
Bauphase am 9. November 2024

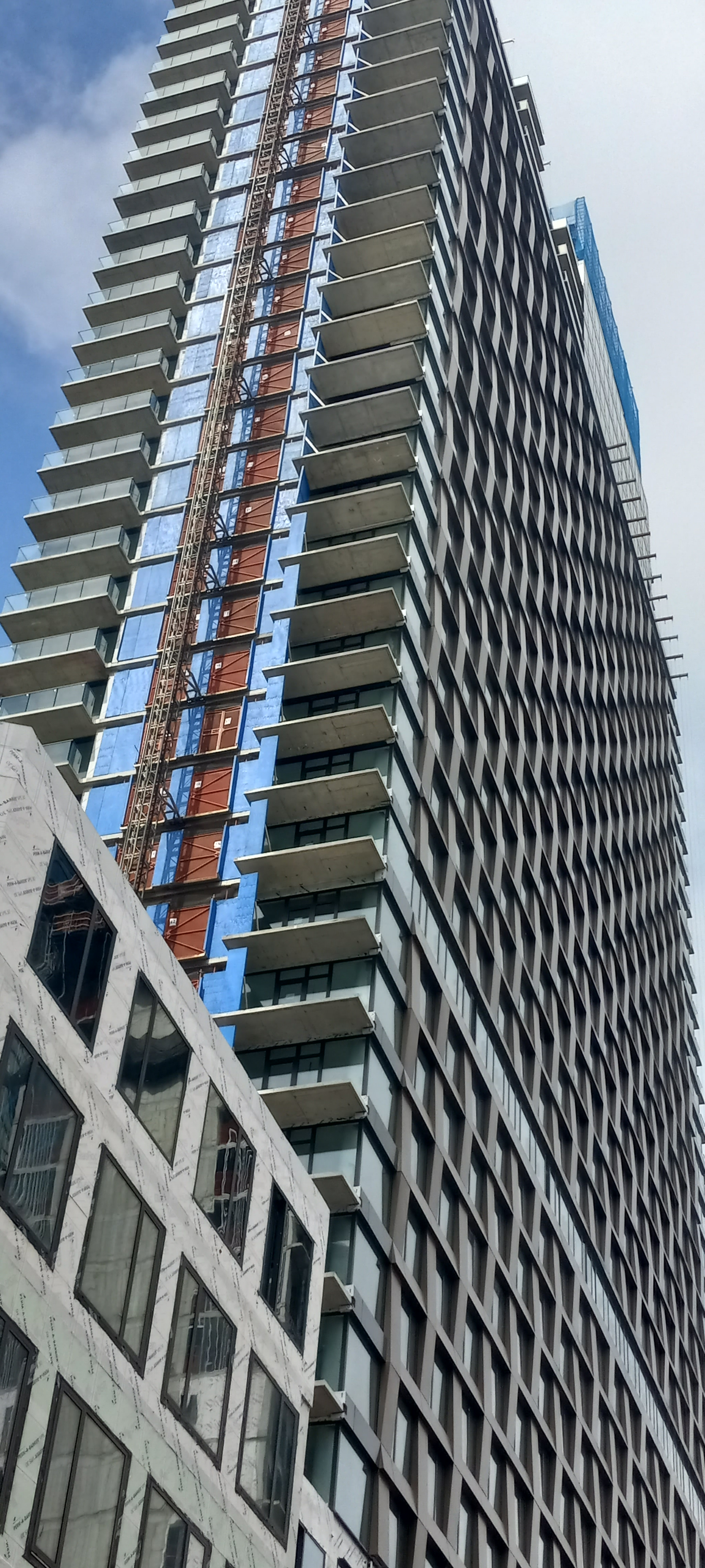
Sockel und östlicher Flügel an der Fulton Street/Rockwell Place

## Tödlicher Unfall
Am 2. November 2022 starb ein 27-jähriger Bauarbeiter eines Subunternehmens beim Erschließen des Baugeländes, indem er beim Errichten einer Balkenkonstruktion sieben Meter in die Tiefe stürzte.